# David Westheimer
Pour les articles homonymes, voir Westheimer.
Œuvres principales
- L'Express du colonel Von Ryan (Von Ryan’s Express)
- J.P. Miller's Days of Wine and Roses

David Westheimer, né le 11 avril 1917 à Houston au Texas et mort le 8 novembre 2005 à Los Angeles en Californie, est un journaliste, un scénariste et un écrivain américain. Ancien militaire, il est principalement connu pour être l’auteur du roman L'Express du colonel Von Ryan, adapté au cinéma sous le même titre, et pour la novélisation du film Le Jour du vin et des roses, réalisé par Blake Edwards. Comme écrivain, il a également utilisé le pseudonyme de Z.Z. Smith.

## Biographie
Diplômé de l’Université Rice, il débute comme rédacteur et journaliste pour le Houston Post (en) en 1939. Pendant la Seconde Guerre mondiale, il est mobilisé dans l’United States Army Air Forces en tant que navigateur dans un B-24. Abattu au-dessus du territoire italien le 11 décembre 1942, il est emprisonné en Italie, puis en Allemagne, séjournant notamment dans le camp Stalag Luft III.
Libéré, il retourne à la fin de la guerre aux États-Unis où il reprend dans un premier temps son travail de journaliste et de rédacteur avant de devenir écrivain. Il publie un premier livre en 1948 intitulé Summer on the Water, suivi de Jours de mirages (The Magic Fallacy) et Watching Out for Dulie, adapté la même année à la télévision au sein de la série The United States Steel Hour (en). Son quatrième roman est une novélisation du film Le Jour du vin et des roses (Days of Wine and Roses), sorti en 1962 et réalisé par Blake Edwards sur un scénario écrit par son ami J. P. Miller rencontré lors de son cursus universitaire.
Sous le pseudonyme de Z.Z. Smith, il publie la même année un roman policier intitulé A Very Private Island, traduit sous le titre Fallait pas y aller à la Série noire en 1963.
Son roman suivant, Von Ryan's Express, est publié en 1964 et adapté au cinéma l’année suivante, devenant L'Express du colonel Von Ryan, avec Frank Sinatra dans le rôle principal. Ce film est un succès et permet à l’auteur de se diversifier. Il poursuit sa carrière d’écrivain et devient scénariste pour la télévision, signant le scénario de quelques épisodes de séries télévisées et celui de trois téléfilms, dont Campo 44, réalisé par Buzz Kulik en 1967 et inspiré de son séjour dans les camps de détention italiens lors de la Seconde Guerre mondiale. Il écrit par ailleurs une pièce de théâtre, jouée pour la première fois au Longacre Theatre à Broadway en 1966 et transposée à la télévision par Lamont Johnson en 1970 sous le titre My Sweet Charlie (en). Ce téléfilm, récompensé de plusieurs Emmy Awards, relança notamment la carrière de l'actrice Patty Duke.
David Westheimer s’éteint à Los Angeles en 2005 à l’âge de 88 ans.

## Œuvre

### Romans
- Summer on the Water ou Tillie (1948)
- The Magic Fallacy (1950) Publié en français sous le titre Jours de mirages, traduction de Jean-Gérard Chaufféteau et Gilbert Vivier, Paris, Stock, 1951.
- Watching Out for Dulie (1960)
- This Time Next Year (1963) Publié en français sous le titre Le Même jour, l’an prochain, traduction de Monique Thies, Paris, Del Duca, 1965.
- Days of Wine and Roses ou J.P. Miller's Days of Wine and Roses (1963)
- Von Ryan's Express (1964) Publié en français sous le titre L'Express du colonel Von Ryan, traduction de Jean Capella, Paris, Robert Laffont, 1965.
- Song of the Young Sentry (1968)
- The Most Dangerous Gamble (1970) (avec John Sherlock)
- Lighter than a Feather (1971)
- Over the Edge (1972)
- Going Public (1973)
- The Olmec Head (1974)
- The Avila Gold (1974)
- Rider on the Wind (1979)
- Von Ryan's Return (1980)
- The Amindra Gamble (1983)
- Death Is Lighter Than a Feather (1995)
- Delay en Route (2004)

### Essai
- Sitting it Out: A World War II POW Memoir (1992)

### Pièce de théâtre
- My Sweet Charlie: A drama in three acts (1965)

### Poésie
- The Great Wounded Bird (2000)

### Sous le pseudonyme de Z.Z. Smith
- A Very Private Island (1962) Publié en français sous le titre Fallait pas y aller, traduction de Noël Chassériau, Paris, Gallimard, Série noire no 819, 1963.

## Filmographie

### Au cinéma
- 1965 : L'Express du colonel von Ryan (Von Ryan's Express), film américain réalisé par Mark Robson d’après le roman éponyme, avec Frank Sinatra et Trevor Howard.

### À la télévision
- 1961 : The United States Steel Hour (en), épisode : Watching Out for Dulie, saison 8, épisode 23, d’après le roman éponyme.
- 1970 : My Sweet Charlie (en), téléfilm américain réalisé par Lamont Johnson d’après la pièce de théâtre éponyme, avec Patty Duke et Al Freeman Jr..

- 1967 : Campo 44, téléfilm américain réalisé par Buzz Kulik.
- 1973 : Trouble Comes to Town, téléfilm américain réalisé par Daniel Petrie, avec Lloyd Bridges et Pat Hingle.
- 1978 : Lucan (série TV) - Saison 1, épisode 3 : The Lost Boy, réalisé par Sutton Roley, avec Kevin Brophy (en).
- 1986 : Supercopter (série TV) - Saison 3, épisode 13 : Wildfire, réalisé par Vincent McEveety, avec Jan-Michael Vincent et Alex Cord.
- 1992 : L’Assassin est parmi nous (A Killer Among Us), téléfilm américain réalisé par Peter Levin.

## Sources
- Claude Mesplède et Jean-Jacques Schleret, SN, voyage au bout de la Noire : inventaire de 732 auteurs et de leurs œuvres publiés en séries Noire et Blème : suivi d'une filmographie complète, Paris, Futuropolis, 1982 (OCLC 11972030), p. 340-341.
- Les Auteurs de la Série Noire, 1945-1995, collection Temps noir, Joseph K., 1996, (avec Claude Mesplède), p. 430.